# 铁佛寺镇
铁佛寺镇，是中华人民共和国陕西省安康市汉阴县下辖的一个乡镇级行政单位。

## 行政区划
铁佛寺镇下辖以下地区：
四合村、共同村、长沟村、日新村、安坪村、李庄村、集中村、东沟村、三合村、双喜村、向阳村、东岳村、合一村、高峰村、龙兴村、青林村和铜钱村。